# Палатников, Григорий Аркадьевич
Григо́рий Арка́дьевич Пала́тников (18 декабря 1946 года) — художник, график, писатель преподаватель, создатель особого стиля в искусстве оформления книги в Украине. Родился в г. Березовка Одесской области. В 1968 году закончил оформительское отделение ОХУ им. И. И. Грекова, в 1974 году — Ленинградское высшее художественно-промышленное училище им. В. Мухиной. Член Национального союза художников Украины, доцент кафедры искусствоведения, Заслуженный художник Украины (2009). Участник более 90 республиканских и международных выставок. Живопись и графические произведения Палатникова Г. А. являются показательным примером современного украинского искусства. Отдельного внимания заслуживают невероятные работы по оформлению книг, среди которых: «Зеленый фургон» А. В. Козачинского, «Двенадцать стульев» и «Золотой теленок» И. И. Ильфа и Е. П. Петрова, а также ставшей образцовой в данной стилистике — «Илиада» Гомера.
Лауреат литературной премии К. Г. Паустовского за книгу «Мой Амаркорд» в номинации «Проза» (2016 г.).

## Биография
1946 г. — родился в г. Березовка Одесской области.
1968 г. — окончил оформительское отделение ОХУ им. М. Б. Грекова.
1974 г. — Окончил Ленинградское высшее художественно-промышленное училище им. В. Мухиной по специальности «Промышленное искусство».
Дипломная работа — «Проект большого лоцманского катера». Педагоги по специальности — проф. Катонин Е. И., доц. Урусов И. В, доц. Ротницкий С. А.
С 1974 года начал выставочную деятельность. Участник и лауреат множества выставок и конкурсов в Украине и по всему миру.
1977 г — принят в члены Союза художников СССР.
С 1986 года преподает в ОХТУ им. М. Б. Грекова.
С 2004 года преподавал на кафедре искусствоведения Одесского национального университета им. И. И. Мечникова.
2007 г. — доцент кафедры дизайна Одесского национального университета им. И. И. Мечникова.
В 2009 году Григорий Палатников получил звание Заслуженного художника Украины.
С 2011 г. — доцент кафедры веб-дизайна Межнародного гуманитарного университета.
Произведения Палатникова Г. А. находятся в Музее книги и книгопечатания, Музее современного искусства Украины, Одесском художественном музее, Одесском литературном музее, Одесском муниципальном музее им. А. В. Блещунова, Луганском художественном музее, Оренбургском музее изобразительных искусств и в частных коллекциях по всему миру.

## Участие в выставках
- 1977 г. — IV республиканская выставка графики (г. Киев)
- 1977 г. — Всесоюзная молодёжная выставка (г. Москва)
- 1978 г. — Всесоюзная молодёжная выставка Эстамп (г. Москва)
- 1980 г. — Всесоюзная молодёжная выставка (г. Ташкент)
- 1982 г. — Всесоюзная молодёжная выставка (г. Москва)
- 1982 г. — VII республиканская выставка эстампа (г. Киев)
- 1984 г. — Международная выставка Одесских художников (г. Сплит)
- 1985 г. — Международная выставка Одесских художников (г. Генуя)
- 1986 г. — Республиканская выставка эстампа (г. Киев)
- 1986 г. — ІІ всесоюзная выставка книжной графики (г. Москва)
- 1988 г. — II всесоюзная выставка графики (г. Москва)
- 1991 г. — Персональная выставка (Одесский художественный музей, г. Одесса)
- 1992 г. — Всесоюзная выставка рисунка (г. Москва)
- 1992 г. — Персональная выставка (Муниципальная галерея Рекафка, г. Краков)
- 1994 г. — Персональная выставка (Одесский литературный музей, г. Одесса)
- 2000 г. — Всеукраинское триеннале графики (г. Киев)
- 2003 г. — Международная выставка «Салон де Молдова» (г. Кишенёв)
- 2003 г. — Всеукраинское триеннале графики (г. Киев)
- 2004 г. — Персональная выставка Гомер «Илиада» (Центральная научная Библиотека Харьковского национального университета, г. Харьков)
- 2013 г. — Персональная выставка «И так, я жил тогда в Одессе…» (Музей А. С. Пушкина в Гурзуфе, г. Гурзуф)
- 2019 г. — Персональная выставка (Одесский музей западного и восточного искусства, г. Одесса)

## Самые известные произведения Палатникова Г. А

### Живопись
- Женщина с раковиной (1999 г.)
- Двое (1999 г.)
- Посвящение Шагалу (2001 г.)
- Натюрморт с чёрной раковиной (2001 г.)
- Сидя (2001 г.)
- Женщина с чашей (2004 г.)
- Женщина с козой (2005 г.)
- Розовый натюрморт (2005 г.)
- Женщина с гитарой (2005 г.)
- Виолончелистка (2005 г.)

### Станковая графика
- Рыбная очередь (1982 г.)
- Старосты (1982 г.)
- По мотивам «Одесских рассказов» И. Э. Бабеля (1986 г.): Влюбленные, Свадьба, Фроим с Баськой
- Цикл Одесская консерватория — Класс (1987 г.)
- Исход (1989 г.)
- Муза осени (1990 г.)
- Виноградные лозы (1990 г.)
- Кентавресса и маленький кентавр (1991 г.)
- Две кентаврессы (1991 г.)
- Диалоги (1991 г.) - серия, 28 листов.
- Душ (2015 г.)
- Стрекоза (2015 г.)

### Иллюстрации
- Ж. Амаду «Мертвое море» — г. Одесса, изд. Маяк, 1987 г. — 8 листов.
- И. Э. Бабель «Конармия», «Одесские рассказы» — г. Одесса, изд. Маяк, 1990 г.
- А. С. Пушкин «Евгений Онегин» (7 глава. Литогравская малотиражная книга) — г. Одесса, 1994 г. — 24 с.
- И. Потоцкий «Звезда Давида» (Литогравская малотиражная книга) — г. Одесса, 1995 г. — 10 с.
- Гомер «Илиада» — г. Одесса, изд. График плюс, 2006 г. — 24 с.
- Г. А. Палатников «Мой Амаркорд» — г. Одесса, изд. ТЕС, 2015 г. — 74 с.
- И. И. Ильф, Е. П. Петров «Двенадцать стульев» — г. Одесса, изд. ТЕС, 2017 г. — 157 с.